# Arguim
Arguim ou ilha das Garças é uma ilha na Baía de Arguim, Mauritânia, costa ocidental de África. Com apenas 12 km² de área, a ilha é alongada, medindo cerca de 6 km de comprido por 2 km de largura média. Está situada a 12 km da costa, dela separada por canais arenosos repletos de recifes e de bancos de areia que se movem com as correntes. A ilha faz parte do Arquipélago do Golfo de Arguim e está incluída no Parque Nacional do Banco de Arguim, uma vasta zona dedicada à protecção da natureza, classificada pela UNESCO como património mundial graças à sua importância como local de invernada de aves aquáticas. No Forte de Arguim localizou-se a primeira feitoria portuguesa na costa ocidental africana, a partir da qual os portugueses trocavam tecidos, cavalos e trigo, produtos essenciais para as populações locais, por goma-arábica, ouro e escravos, que traziam para a Europa. A ilha foi sucessivamente ocupada por portugueses, holandeses, ingleses, prussianos e franceses, até ser abandonada, dada a crescente aridez e as dificuldades de acesso a navios de grande calado, resultantes dos perigosos bancos de areia e extensos recifes que a rodeiam. Na actualidade a ilha encontra-se quase deserta, com excepção da pequena povoação de Agadir, na sua costa oriental, habitada por cerca de uma centena de pescadores-recolectores da etnia Imraguen.

## Geografia
A ilha de Arguim fica situada a cerca de 80 km a sueste do Cabo Branco, no extremo nordeste do Golfo de Arguim. A ilha tem 6 km de comprido por 4 km de largura máxima e uma altitude que não ultrapassa os 15 m acima do nível médio do mar. A ilha é rodeada de bancos de areia e recifes, já que todo o Golfo constitui uma zona de baixa profundidade com fundos de apenas – 5 m na baixa-mar a cerca de 60 km da costa. A amplitude da maré é pequena, sendo de apenas 2 m nas marés vivas e de só 0,6 m nas marés mortas.
A ilha é rodeada por zonas pantanosas, algumas contendo alguns restos de mangais e extensos prados de gramíneas marinhas do género Zostera.
Como as restantes ilhas do Arquipélago do Golfo de Arguim, a ilha de Arguim é coberta por dunas de areia rodeando zonas de afloramento rochoso, sendo na sua maior parte inteiramente despida de vegetação.
O clima é caracterizado por precipitação muito escassa e irregular, da ordem dos 34 mm a 40 mm anuais, e temperatura do ar relativamente constante durante todo o ano, com máximo da ordem dos 34 °C em Setembro e mínimo de 8 °C nas madrugadas de Dezembro devido ao forte arrefecimento por radiação nocturna em ar limpo e seco. Estas condições climáticas, a que se juntam ventos fortes, que podem exceder os 8 m/s, levam a uma aridez extrema. A situação, fortemente influenciada pela presença da corrente das Canárias, de águas frias, é típica das regiões de deserto das costas das margens leste dos oceanos, marcando a fronteira entre os climas de deserto frio e o interior continental quente. Ao longo dos últimos séculos a aridez da região acentuou-se substancialmente, levando ao abandono da generalidade das povoações por absoluta falta de água potável.
Os recursos hídricos na ilha são muito escassos, obrigando à construção de cisternas e mesmo à importação de água potável (hoje obtida com recurso à dessalinização).
A população da ilha reduz-se à pequena aldeia de Agadir, fundada há apenas algumas décadas na praia a sul do local onde se situou o antigo Castelo de Arguim. Os cerca de 100 habitantes da ilha são na sua maioria pertencentes à etnia Imraguen, ou Amrig, os quais mantêm ainda muitas das técnicas tradicionais de pesca, algumas delas já eram descritas pelos exploradores portugueses do século XV. Os barcos usam apenas vela, conforme determinado pelas regras do Parque Nacional do Banco de Arguim e são na sua maioria velhas embarcações reconvertidas dos pescadores das Canárias que as abandonaram na zona há quase um século. Tem sido assinalada a utilização de golfinhos selvagens na pesca, numa relação que alguns autores consideram como colaborativa entre os pescadores e aqueles mamíferos.
O Parque Nacional da Baia de Arguim mantêm na povoação um dos seus postos de controlo, sendo para ali conduzidas as embarcações que são apreendidas por navegarem a motor no interior das águas protegidas.

## História

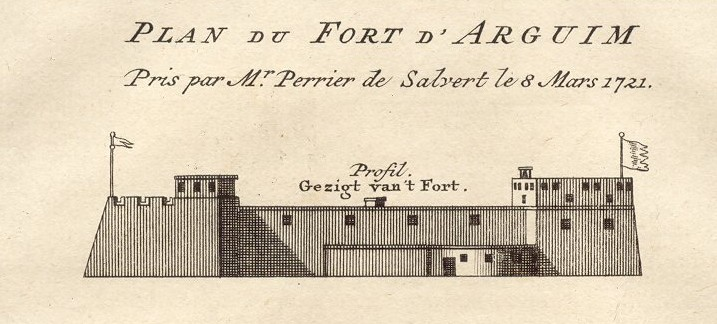
O forte de Arguim em 1721

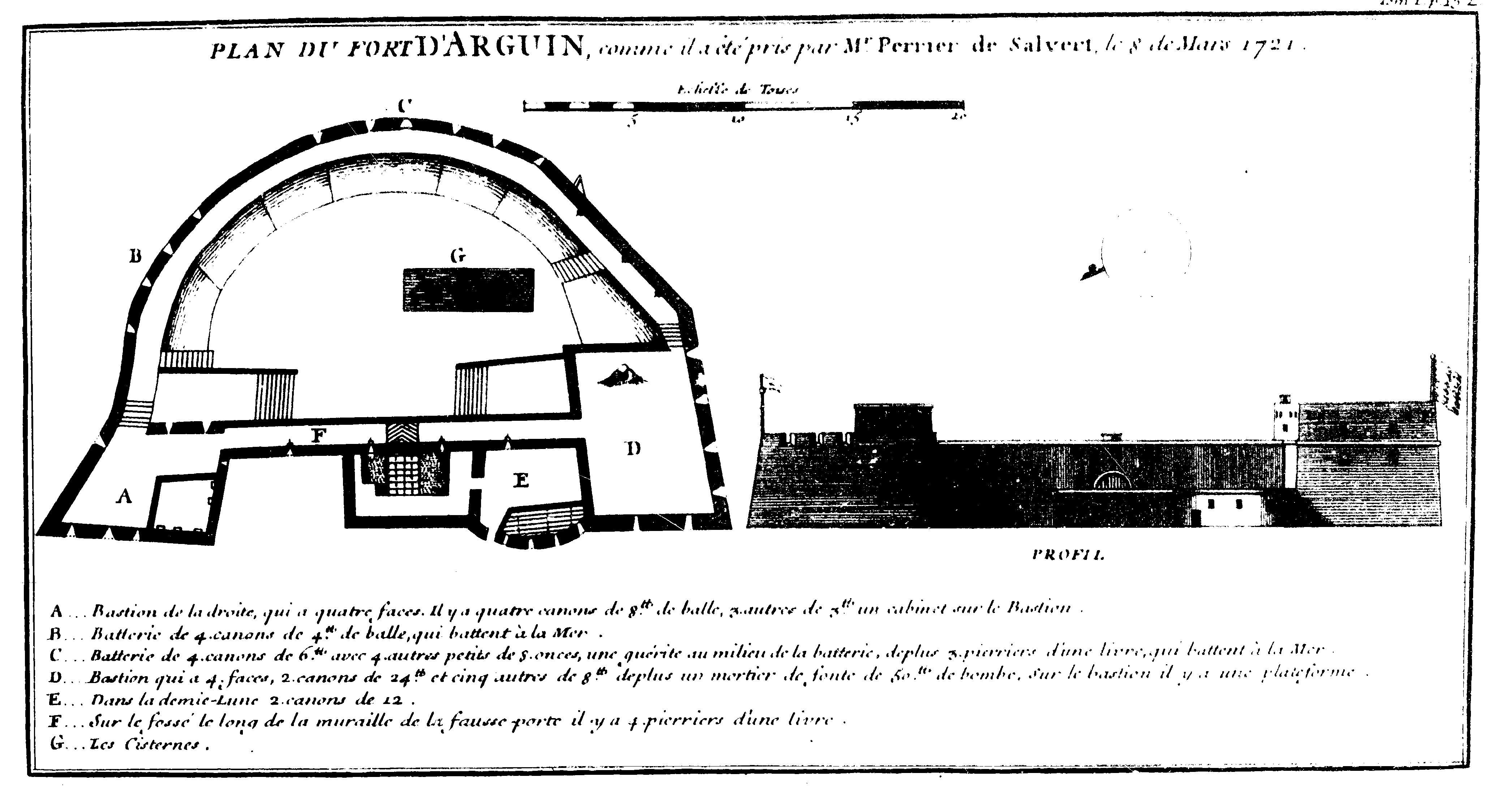
Planta do forte de Arguim em 1721

Durante a última Era Glaciar o clima na costa ocidental africana foi ameno e húmido, sendo o Golfo de Arguim o lugar de desembocadura de um importante curso de água. Em consequência, as ilhas do golfo e a zona costeira circundante foram habitadas desde tempos longínquos, sendo conhecidos na zona diversos vestígios neolíticos que atestam a antiguidade do povoamento. A ilha de Arguim é apontada por alguns autores como sendo a ilha de Cerne, citada pelo navegador cartaginês Hanno no seu Périplo.
Com a progressiva aridez do território, a população foi ficando mais esparsa, mas ainda assim a zona foi incluída na fronteira sul do império Almorávida, de que resultou a conversão das populações locais ao Islão e a sua inclusão no sistema comercial que a partir de Tombuctu dominava a costa noroeste de África.
Era esta a situação que se vivia na região quando, na fase inicial dos Descobrimentos Portugueses, o troço da costa ocidental africana em torno do Golfo de Arguim começou a ser explorado pelos navegadores portugueses. Ainda assim, em profundo contraste com a actual aridez e despovoamento, aquando da descoberta, a ilha foi descrita como muito povoada e dotada de um poço, no qual água doce brotava das areias. Segundo Valentim Fernandes, a ilha era hua legoa em largo e duas em longo e quatro em redondo. O acesso era difícil, já que a ilha era rodeada de bancos de areia e recifes, depois conhecidos pelas Baixas de Arguim, impedindo o acesso nocturno e durante a baixa-mar.
Nos primeiros anos da década de 1440 as viagens de exploração sucederam-se depois de em 1441 o navegador Nuno Tristão ter explorado o Golfo de Arguim, assinalando a existência de ilhas. Existem relatos de viagens naquela região capitaneadas por Gonçalo de Sintra (1442), Dinis Dias (1442) e Nuno Tristão (1443). Fazendo fé em Valentim Fernandes, a ilha de Arguim foi descoberta por Gonçalo de Sintra em 1445.
Quando a notícia da existência do Golfo e das suas ilhas chegou ao conhecimento da corte portuguesa, foi deliberado tentar atrair para ali o comércio que se fazia através das caravanas que atravessavam o Saara.
Com esse objectivo, a ainda antes da fundação da feitoria em Arguim, o Infante D. Henrique tentara atrair o comércio do noroeste africano para o Rio do Ouro, tendo cabido a João Fernandes, um seu colaborador próximo, beneficiando das informações de Ahude Meimão, concretizar esses planos. Em 1445, aquele navegador foi responsável pela realização das primeiras operações comerciais com as populações muçulmanas daquele região, promovendo a aquisição de ouro, goma-arábica e escravos em troca de tecidos e trigo.
Sendo um território facilmente defensável e dotado de um bom porto, dada a vantagem que a sua situação insular oferecia face à previsível hostilidade das populações autóctones, a ilha de Arguim foi escolhida para ali centralizar o comércio da costa africana. A importância que a ilha rapidamente ganhou é comprovada pelo facto do Infante D. Henrique ter ali mandado erigir um castelo, concluído 1461, já no reinado de D. Afonso V.
| “ | O senhor Infante D. Henrique fez nesta ilha de Arguim um contrato por dez anos, deste modo; que ninguém pudesse entrar no golfo para traficar com os Árabes, salvo aqueles que entrassem no contracto, o qual tem uma feitoria na dita ilha, e Feitores, que compram e vendem àqueles Árabes, que vêm à marinha; dando-lhes diversas mercadorias, como são panos tecidos, prata e alquiceis, que são uma espécie de túnicas, tapetes e sobretudo trigo, do qual estão sempre famintos, e recebem em troca Negros, que os ditos alarves trazem da Negraria, e ouro Tiber. De modo que este Senhor Infante faz actualmente trabalhar em uma fortaleza na dita ilha, para conservar este comércio para sempre; e por esta razão todos os anos vão e vêm caravelas de Portugal à Ilha de Arguim. Têm também estes Árabes muitos cavalos silvestres, com os quais traficam: e os conduzem às terras dos Negros, que lhes dão em troco escravos, e vendem os ditos cavalos por dez ou vinte cabeças de escravos cada um, segundo a sua qualidade. Igualmente compram sedas mouriscas, que se fabricam em Granada, e em Tunes de Barbaria; prata e muitas outras causas, e obtêm pelo seu resgate quantidade de Negros, e alguma soma de ouro. Estes escravos chegam à escala, e lugar do Hodem [Uadan], e daí se dividem; indo parte deles aos montes da Barca, donde chegam a Sicília, e alguns outros a Tunes, e depois se estendem por toda a costa da Barbaria; finalmente a outra porção é conduzida a este lugar de Arguim, e vendida aos Portugueses do contrato; de modo que cada ano se trazem para Portugal de setecentos a oitocentos escravos. Antes que se estabelecesse este contrato, costumavam as caravelas de Portugal vir ao golfo de Arguim armadas, umas vezes quatro, outras mais; e de noute desembarcavam, saíam sobre algumas aldeias de pescadores, e faziam correria pela terra; de modo que prendiam estes Árabes tanto machos corno fêmeas, e os traziam a vender em Portugal. | ” |

Por volta de 1445 já tinha sido instalada na ilha, provavelmente sob a direcção de Diogo Gomes, uma feitoria destinada a adquirir escravos, ouro, e goma-arábica. De acordo com João de Barros, … em 1461 el Rey dõ Afonso mandou Soeiro Mendez fidalgo de sua casa fazer o castello Darguim a que deu alcaydaria, fazendo-o mais tarde capitão do castelo de Arguim.
Integrando a ilha no sistema administrativo do período dos Descobrimentos, Soeiro Mendes de Évora, o primeiro alcaide-mor do castelo e seu provável construtor, recebeu de D. Afonso V, a 26 de Julho de 1464, uma carta que lhe conferia a capitania-mor da ilha de Arguim, para si e para os seus descendentes.
Não são conhecidas quaisquer descrições fidedignas do castelo de Arguim, já que as plantas e descrições mais antigas existentes se referem ao castelo reconstruído pelos holandeses e as opiniões contemporâneas se dividem: tanto seria uma pequena estrutura ("Arguim foi sempre cousa pouca"), como uma fortaleza grandiosa ("em huum penedo muy alto tem el rey de Portugal hûa fortaleza muy forte e fremosa").
O comércio de Arguim estava sob controlo da coroa, sendo os capitães nomeados pelo rei, em geral para comissões de três anos. Tinha direito a arrecadar 25% dos lucros do comércio feito na feitoria, sendo assistido por um feitor, que arrecadava 12,5% e por um escrivão assalariado, que na fase inicial recebia 20 000 réis.
A área em torno de Arguim era habitada por mauros e negros islamizados, chamados de mouros, sendo então uma zona importante de pesca, como aliás ainda é, e uma região atractiva para o comércio. Da parte portuguesa esperava-se interceptar o tráfego de ouro que as caravanas transportavam de Tombuctu para o norte de África. Contudo, foi o comércio de escravos o que mais prosperou: Portugal recebia de Arguim, por volta de 1455, cerca de 800 escravos por ano, na sua maioria jovens negros aprisionados em razias conduzidas no interior do continente pelos líderes tribais da região costeira vizinha. Em segundo plano estava o importante comércio da goma-arábica, produto que a região produzia em quantidade e com qualidade superior, adquirido em Arguim a preço muito atractivo.
O território conquistado em Arguim passou então a assumir-se como um centro de comércio, estabelecendo ligações comerciais com os portos de Meça, Mogador e Safim, no actual Marrocos. Destes lugares provinham os tecidos, o trigo e outros produtos que na feitoria de Arguim eram trocados por ouro e escravos, transportados a partir do interior pela rota de Tombuctu até Hoden. A criação desta feitoria marcou um ponto de viragem na expansão portuguesa, assinalando o início da política de construção de feitorias dotadas de uma guarnição militar capaz de as defender contras ataques dos povos da região.
Em 1487 foi fundada uma feitoria no interior do continente, na localidade de Ouadane (ou Wadan). Na área foram feitas outras tentativas de fixação de feitorias, nomeadamente na região de Cofia e junto à foz do rio Senegal, todas elas goradas face à hostilidade das populações locais é à dureza do clima.
Nos anos de 1505 a 1508 a guarnição do castelo era composta por 41 pessoas, das quais 18 eram soldados e 5 eram marinheiros. Em finais do ano de 1555, ou princípios de 1556, a feitoria de Arguim foi atacada pelo pirata português Brás Lourenço. Em 1569 a guarnição tinha-se reduzido a 30 pessoas.
Embora a feitoria de Arguim tivesse perdido parte da sua importância com a abertura de novas feitorias mais a sul, como a de São Jorge da Mina, a localização estratégica de Arguim fez da ilha um local cobiçada pelas nações mercantis da Europa. Ainda assim, os portugueses mantiveram-se na ilha até 5 de Fevereiro de 1633, data em que a ilha foi conquistada pelos holandeses das Províncias Unidas, então em plena Guerra dos Oitenta Anos contra a Espanha, à qual Portugal se encontrava ligado desde 1580.
Iniciada em 1633 (1638?), a presença neerlandesa em Arguim prolongou-se até 1678, com uma breve interrupção em 1665, devida à ocupação da ilha por forças britânicas.
Forças francesas ocuparam a ilha em Setembro de 1678, pondo fim à dominação holandesa, mas a ilha foi quase de seguida abandonada pelos europeus, assim permanecendo até 1685, ano em que foi ocupada por tropas brandemburguesas, pois naquele ano Arguim transformou-se na primeira colónia de Principado de Brandemburgo.
Em 1701, com a incorporação de Brandemburgo no reino da Prússia, Arguim transitou para o controlo prussiano. Seguindo uma tradição já antiga de comportamentos despóticos por parte dos governadores, durante esse período ocorreram graves incidentes: em Abril de 1714, o governador Jan de Both esmagou com sangue e inaudita crueldade uma revolta da guarnição. Fez torturar os sublevados aprisionados e dependurar os mortos como "cordeiros no carniceiro". Alguns sublevados, depois de torturados, foram abandonados em ilhas desertas. Seguidamente, Jan de Both transformou Arguim num ninho de piratas, manipulando habilmente os árabes contra a guarnição e negando-se a obedecer ao rei da Prússia, de quem dizia: "Acaso sabe, o cretino, se lhe sou fiel ou não?!".
Em 1721, perante o desinteresse da Prússia pelas suas colónias africanas, o território voltou à posse da França, apenas para ser perdido para os holandeses no ano imediato.
Semi-abandonada pelos holandeses, em 1724 a ilha de Arguim voltou à posse dos franceses, que ali permaneceram até 1728, ano em que abandonaram a ilha ao controlo dos líderes tribais mauritanos. A fortificação foi explodida na ocasião da retirada.
A obra de Jean-Baptiste Labat (1663-1738) intitulada Nouvelle relation de l'Afrique occidentale, disponível na biblioteca digital francesa Gallica, descreve detalhadamente os acontecimentos em Arguim entre a tomada da fortaleza pelos holandeses e princípios do século XVIII.
A ilha voltou ao controlo francês nos princípios do século XX, quando foi incorporada no então protectorado da Mauritânia. Em 1960, com a independência da Mauritânia, Arguim passou a fazer parte do território do novo Estado.
Durante toda esta conturbada história, a ilha foi um centro do comércio da goma-arábica e durante muitos anos um importante local de caça de tartarugas marinhas.
Em Julho de 1816 a fragata francesa  La Méduse, transportando pessoal para a colónia do Senegal, encalhou na região, sendo abandonada com grande perda de vidas. O acontecimento ficou imortalizado na obra Le Radeau de la Méduse (A Jangada da Méduse) do pintor francês Théodore Géricault.
A aridez do solo, a crescente escassez de água potável e a as dificuldades em aceder à ilha com navios de grande calado dificultaram o desenvolvimento do povoamento, levando a um prolongado declínio. Mesmo a pesca acabou por se reduzir à actividade tradicional dos pescadores-recolectores da região.

### Governantes de Arguim
Ao longo dos anos a ilha teve diversos governadores, para além dos chefes tribais, que em nome das diversas potências europeias que se foram sucedendo no controlo da ilha, a administraram. A lista que se segue é incompleta.